# Diacria
Diacria is een geslacht van weekdieren uit de klasse van de Gastropoda (slakken).

## Soorten
- Diacria danae van Leyen & van der Spoel, 1982
- Diacria erythra van der Spoel, 1971
- Diacria major (Boas, 1886)
- Diacria piccola Bleeker & van der Spoel, 1988
- Diacria quadridentata (Blainville, 1821)
- Diacria schmidti van Leyen & van der Spoel, 1982
- Diacria trispinosa (Blainville, 1821)